# Ciré-d’Aunis
Ciré-d’Aunis – miejscowość i gmina we Francji, w regionie Nowa Akwitania, w departamencie Charente-Maritime.
Według danych na rok 1990 gminę zamieszkiwało 686 osób, a gęstość zaludnienia wynosiła 27 osób/km² (wśród 1467 gmin regionu Poitou-Charentes Ciré-d’Aunis plasuje się na 442. miejscu pod względem liczby ludności, natomiast pod względem powierzchni na miejscu 246.).